# Вапнярка (Роздільнянський район)
Вапня́рка — село в Україні, у Степанівській сільській громаді Роздільнянського району Одеської області. Населення становить 46 осіб.

## Історія
В 1887 році на хуторі Вапнярка Ново-Петрівської волості Тираспольського повіту Херсонської губернії мешкало 20 чоловіків та 17 жінок.
Станом на 20 серпня 1892 року при хуторі Вапнярка були землеволодіння (1100 десятин) Гаюса Костянтина Івановича (спадковий дворянин).
У 1896 році на хуторі Вапнярка Ново-Петрівської волості Тираспольського повіту Херсонської губернії, був 1 двір, у яких мешкало 5 людей (3 чоловіків і 2 жінок); при хуторі Варбанах II.
На 1 січня 1906 року на хуторі Вапнярка Ново-Петрівської волості Тираспольського повіту Херсонської губернії, яке розташоване лівому відвершку балки Мигаєвої, були десятинники на землі барона Г. А. Клодта фон-Юргенсбурга; проживали малороси; існували колодязі; 12 дворів, в яких мешкало 74 людини (38 чоловіків і 36 жінок). 
у 1916 році на хуторі Вапнярка Новопетрівської волості Тираспольського повіту Херсонської губернії, мешкало 57 людей (23 чоловіка і 34 жінки).
Станом на 28 серпня 1920 р. на хуторі Вапнярка Ново-Петрівської (Савицької) волості Тираспольського повіту Одеської губернії, було 20 домогосподарств. Для 18 домогосподарів рідною мовою була українська, 1 — білоруська, 1 — німецька. На хуторі 93 людини наявного населення (42 чоловіка і 51 жінка). Родина домогосподаря: 41 чоловік та 50 жінок (мешканці та інші 1 і 1 відповідно). Тимчасово відсутні — 9 чоловіків (солдати Червоної Армії).
В 1936 році залюднений пункт — «Вапнярка» (колгосп ХІІІ-річчя Жовтня) Вербанівської сільської ради Гросулівського району був переданий до складу Роздільнянського.
Станом на 1 вересня 1946 року хутір Вапнярка був в складі Шевченківської сільської Ради.

## Населення
Згідно з переписом УРСР 1989 року чисельність наявного населення села становила 51 особа, з яких 21 чоловік та 30 жінок.
За переписом населення України 2001 року в селі мешкали 54 особи.

### Мова
Розподіл населення за рідною мовою за даними перепису 2001 року:
| Мова       | Відсоток |
| ---------- | -------- |
| українська | 87,04 %  |
| молдовська | 9,26 %   |
| російська  | 3,70 %   |